# Pseudoceros luteus
Pseudoceros luteus är en plattmaskart som först beskrevs av Phehn 1898.  Pseudoceros luteus ingår i släktet Pseudoceros och familjen Pseudoceritidae. Inga underarter finns listade i Catalogue of Life.